# Hugh Whistler
Hugh Whistler (* 28. September 1889 in Mablethorpe; † 7. Juli 1943 in Battle) war ein britischer Ornithologe und Polizist in Indien.

## Leben und Wirken
Hugh Whistler war der älteste Sohn von Major Fuller Whistler (1859–1922) und Gwenllian Annie geb. Robinson (1869–). Sein jüngerer Bruder war Ralfe Allen Fuller Whistler (1895–1917). Am 2. Oktober 1925 heiratete er in Bombay Margaret Joan Ashton (1893–1981), mit der er die Kinder Benedicta Whistler (1927–2000) und Ralfe Ashton Whistler (1930–2023) hatte. Whistler besuchte die Aldenham School, bevor er 1909 zum Indian Police Service ging. Hier begann er im Dezember in Phillaur in Punjab. Bis zu seiner Pension sammelte er ein enormes Wissen über die Avifauna der Ebenen des Punjab und des angrenzenden Himalayas.
In den Gebieten, in denen er diente, sammelte Whistler viele Vogelbälge und protokollierte sorgfältig seine Beobachtungen. In zahlreichen Reihen publizierte er diese in wissenschaftlichen Zeitschriften wie dem Journal of the Bombay Natural History Society, The Ibis, Bird Notes und Bulletin of the British Ornithologists' Club. Trotz seines großen Interesses an der Ornithologie stand seine Arbeit als Polizist immer an oberster Stelle. Es war aber dieses Hobby, welches die Behörden gerne für sich nutzen. Es motivierte ihn in wenig populäre Gebiete geschickt zu werden und mit der lokalen Bevölkerung in Kontakt zu treten. So war beispielsweise das Distrikt Jhang nicht sehr beliebt bei den Polizisten, doch Whistler fragte, ob er eine zweite Tour dorthin machen dürfte, da er die Gegend als einen ausgezeichneten Ort zur Vogelbeobachtung betrachtete. Kurz nach seiner Ankunft in Indien erreichte ihn ein Brief von Claud Buchanan Ticehurst (1881–1941), mit dem er seit dieser Zeit regelmäßig korrespondierte und der sich zu seinem Freund entwickelte. Als er auf Heimaturlaub war, besuchte er Ticehurst in seinem Grove House in Lowestoft und bekam erste Lektionen in ornithologischer Taxonomie. Als er während des Ersten Weltkriegs im Juni 1917 von einem Genesungsurlaub nach Indien zurückkehren wollte, streifte sein Schiff vor Bombay eine Seemine, doch er hatte Glück und erreichte den Hafen sicher. Zu diesem Zeitpunkt diente Ticehurst beim Royal Army Medical Corps in Karatschi. Beide verbrachten Weihnachten im Lager und gingen anschließend bei Shimla auf Entdeckungsreise. Im Mai 1918 wurde er in den indischen Offiziersstab aufgenommen, für den er ein Jahr diente. Sein nächstes Distrikt wurde Kangra. Es war eine seiner besten Zeiten, denn die Arbeit war leicht und er verbrachte die meiste Zeit damit Polizeinierderlassungen in abgelegenen Gegenden wie Lahaul und Spiti zu besuchen. Die Vogelwelt des Himalayas unterschied sich signifikant von dem der heißen Ebenen Punjabs und so besuchte er mehr als einmal die Berge, wo er vielen neuen Arten kennen lernte. Neben der Vogelwelt interessierte er sich sehr für die Menschen und Bräuche dieser Region und liebte es durch die Berge zu wandern. Seiner Erfahrungen hierzu publizierte er 1924 in dem Buch In the High Himalayas. Noch im gleichen Jahr kehrte er nach England zurück und begab sich mit Ticehurst auf eine Reise nach Nordspanien.
Etwa in dieser Zeit wollten George Rivers Lowndes (1862–1943), Walter Samuel Millard (1864–1952) und Frank James Mitchell (1853–1933) die Kosten für die Publikation eines Buchs über die Vogelwelt Indiens übernehmen. Whistler wurde gefragt, ob er dieses schreiben möchte und er stimmte zu, erbat sich aber einige Zeit um weitere Notizen seiner Beobachtungen in freier Natur machen zu können. Im Jahr 1928 erschien schließlich Popular Handbook of Indian Birds ein Buch, das ein großer Erfolg wurde und in weiteren Ausgaben erneut publiziert wurde. Im Januar 1925 kehrte er mit seiner Frau nach Indien zurück und wurde erneut in Shimla stationiert. Acht Monate später wurde er nach Rawalpindi versetzt und kehrte schließlich im April 1926 nach Hause zurück um sich auf seine Pension vorzubereiten. Trotzdem besuchte er Indien im Jahr 1928 erneut. Dieses Mal war er Gast bei Admiral Hubert Lynes (1874–1942) und Bertram Beresford Osmaston (1868–1961). Sie planten die höheren und weniger bekannten Gegenden Kashmirs zu erkunden, doch Lynes wurde nach England zurück beordert. Dies hielt Lynes nicht davon ab, Whistler und Osmaston wie geplant auf Erkundungstour zu schicken.
In den darauf folgenden vierzehn Jahren war Whistler mit seiner Frau und/oder Ticehurst auf Sammelreise. Seine Reisen führten ihn nach Frankreich, Spanien, Portugal, Nordafrika, Algerien, Korsika, Sizilien, Albanien, Jugoslawien und Polen. Bei diesen Expeditionen erweiterte er seine Sammlung und sein Wissen über die Vogelwelt Europas. Zusammen mit Ticehurst erschienen hierzu Artikel in The Ibis. Im Jahr 1932 begannen er und Norman Boyd Kinnear eine Reihe von Artikeln, die unter dem Namen The Vernay Scientific Survey of Eastern Ghats erschienen. Auch wenn diese Reihe sich vorwiegend mit den Ostghats beschäftigen sollte, war es in Wirklichkeit eine kritische Bestandsaufnahme einer großen Anzahl indischer Vögel. Als Richard Roy Maconachie (1885–1962) in Kabul als Vertreter der britischen Regierung agierte, sammelte er dort etliche Bälge. Erneut wurde Whistler gefragt die Sammlung aufzuarbeiten. Als er erfuhr, dass ein anderer Autor an einem Buch über die Vogelwelt dieser Gegend arbeitete, wollte er diesem sein Manuskript zur Verfügung stellen. Zu seinem Leid wurde dieses abgelehnt. Es ist William Watt Addison Phillips (1892–1981) und ihm zu verdanken, dass es Bestrebungen gab für eine Erhebung der Vögel Britisch-Ceylons durch das Natural History Museum und das National Museum of Natural History, Colombo. Bedingt durch den Zweiten Weltkrieg verzögerte sich das Vorhaben und es war Whistler nicht vergönnt, die Veröffentlichung dieses Berichts zu erleben.
Um 1938 planten Ticehurst und er eine Publikation zur Systematik der Vögel Indiens, Burmas und Sri Lankas. Während Ticehurst für die Beschreibung zuständig sein sollte, wollte Whistler sich um deren Verbreitungsgebiete, deren Habitat und deren Abmessungen kümmern. Nach dem Tod seines Freundes wollte Whistler das Werk selbst zu Ende bringen, doch durch die Wirren des Krieges fand er wenig Zeit sich dem Projekt zu widmen. Wenn es ihm die Zeit erlaubte, besuchte er trotz allem das Natural History Museum, um an dem Werk zu arbeiten. Nach dem Kashmir Besuch wollte er zusätzlich ein Buch über diesen Bundesstaat und Punjab schreiben, doch dieses Unterfangen konnte er nie vollständig abschließen.
Hugh Whistler galt als sehr bedachtsamer und kritischer Arbeiter. Vieles was er in seinem Nachruf auf Ticehurst schrieb, traf ebenso auf ihn zu. Whistler war immer bereit seine Notizen voll von Messungen, Gefiederbeschreibungen, Verbreitungskarten usw. auch anderen zur Verfügung zu stellen. Er war ein ausgezeichneter Präparator und trug eine beachtliche Sammlung indischer und europäischer Vögel zusammen. In seiner Zeit in Indien hielt er sich auch Falken. Neben dem Interesse für Naturkunde interessierte er sich auch für Antiquitäten. Seine Frau und er tourten oft mit ihrem Carvan umher, um alte Gebäude und Schlösser zu besuchen. So war er Sekretär des lokalen Komitees von Boddam Castle. 1941 wurde er zum Vizevorsitzenden des Battle Rural District Council gewählt. Er war Mitglied des Parochial church council und aktiver Friedensrichter.

## Mitgliedschaften
Hugh Whistler war seit 1913 Mitglied der British Ornithologists’ Union und wurde 1940 zu deren Vizepräsident gewählt. Außerdem war er seit 1920  Mitglied des British Ornithologists’ Club. Im Jahr 1921 wurde er zum Fellow der American Ornithologists’ Union gewählt. Außerdem war er Mitglied der Bombay Natural History Society und Fellow der Zoological Society of London.

## Erstbeschreibungen von Hugh Whistler
Whistler hat einige Unterarten, die neu für die Wissenschaft waren, beschrieben. Dabei arbeitete er auch mit Claud Buchanan Ticehurst, Norman Boyd Kinnear und Salim Ali zusammen.

### Unterarten
Zu den Unterarten gehören chronologisch u. a.:
- Haubenlerche (Galerida cristata lynesi Whistler, 1928)
- Graukohlmeise (Parus cinereus ziaratensis Whistler, 1929)
- Schwanzmeise (Aegithalos caudatus aremoricus Whistler, 1929)
- Graubrust-Baumelster (Dendrocitta formosae sarkari Kinnear & Whistler, 1930)
- Zimtbauchkleiber (Sitta cinnamoventris almorae Kinnear & Whistler, 1930)
- Graublauschnäpper (Cyornis poliogenys vernayi Whistler, 1931)
- Grünlaubsänger (Phylloscopus trochiloides ludlowi Whistler, 1931)
- Indienfächerschwanz (Rhipidura albogularis vernayi (Whistler, 1931))
- Rotohrbülbül (Pycnonotus jocosus abuensis (Whistler, 1931))
- Goldstirn-Blattvogel (Chloropsis aurifrons insularis Whistler & Kinnear, 1932)
- Grauhaubenmeise (Lophophanes dichrous kangrae Whistler, 1932)
- Indienkronenmeise (Machlolophus aplonotus travancoreensis Whistler & Kinnear, 1932)
- Indien-Rotschnabelbülbül (Hypsipetes ganeesa humii (Whistler & Kinnear, 1932))
- Kastanienkleiber (Sitta castanea prateri Whistler & Kinnear, 1932)
- Strauchschmätzer (Copsychus fulicatus intermedius (Whistler & Kinnear, 1932))
- Wanderbaumelster (Dendrocitta vagabunda parvula Whistler & Kinnear, 1932)
- Weißbrauenbülbül (Pycnonotus luteolus insulae Whistler & Kinnear, 1932)
- Bergbeo (Gracula religiosa peninsularis Whistler & Kinnear, 1933)
- Bergbronzemännchen (Lonchura kelaarti vernayi (Whistler & Kinnear, 1933))
- Gangesbrillenvogel (Zosterops palpebrosus salimalii Whistler, 1933)
- Klappergrasmücke (Sylvia curruca blythi (Ticehurst & Whistler, 1933))
- Rostbauchprinie (Prinia socialis inglisi Whistler, 1933)
- Scharlachmennigvogel (Pericrocotus speciosus semiruber Whistler & Kinnear, 1933)
- Bengalenspecht (Dinopium benghalense tehminae (Whistler & Kinnear, 1934))
- Feuerrückenspecht (Dinopium javanense malabaricum Whistler, 1934)
- Graufischer (Ceryle rudis travancoreensis Whistler, 1935)
- Graunachtschwalbe (Caprimulgus jotaka hazarae Whistler, 1935)
- Bayaweber (Ploceus philippinus travancoreensis Ali & Whistler, 1936)
- Dschungelwachtel (Perdicula asiatica ceylonensis Whistler & Kinnear, 1936)
- Dschungelwachtel (Perdicula asiatica vidali Whistler & Kinnear, 1936)
- Horsfieldsäbler (Pomatorhinus horsfieldii maderaspatensis Whistler, 1936)
- Schopfhabicht (Accipiter trivirgatus layardi (Whistler, 1936))
- Zistensänger (Cisticola juncidis salimalii Whistler, 1936)
- Madraswachtel (Perdicula argoondah meinertzhageni Whistler, 1937)
- Dschungelwachtel (Perdicula asiatica punjaubi Whistler, 1939)
- Elsterschnäppervanga (Hemipus picatus leggei Whistler, 1939)
- Nepalgimpel (Procarduelis nipalensis kangrae Whistler, 1939)
- Rotstirn-Schneidervogel (Orthotomus sutorius fernandonis Whistler, 1939)
- Elsterschmätzer (Saxicola caprata nilgiriensis Whistler, 1940)
- Kapuzentyrannentimalie (Rhopocichla atriceps siccata (Whistler, 1941))
- Rotbauch-Tyrannentimalie (Dumentia hyperythra phillipsi Whistler, 1941)
- Weißbürzelschama (Copsychus malabaricus leggei (Whistler, 1941))
- Schwarzschwanzsäbler (Pomatorhinus melanurus holdsworthi Whistler, 1942)
- Madraswachtel (Perdicula argoondah salimalii Whistler, 1943)
- Rotschnabel-Sonnenvogel (Leiothrix lutea kumaiensis Whistler, 1943)
- Bengalenspecht (Dinopium benghalense jaffnense (Whistler, 1944))
- Dickschnabel-Mistelfresser (Dicaeum agile zeylonicum (Whistler, 1944))
- Lotennektarvogel (Cinnyris lotenius hindustanicus Whistler, 1944)
- Smaragdspint (Merops orientalis ceylonicus Whistler, 1944)

### Synonyme
Einige der Namen, die er neu eingeführt hatte, gelten heute als Synonyme. Hierzu gehören chronologisch u. a.:
- Cephalopyrus flammiceps saturatus Whistler, 1924 => Flammenstirnmeise (Cephalopyrus flammiceps (Burton, 1836))
- Dryobates hyperythrus sikkimensis Ticehurst & Whistler, 1924 => Rostbauchspecht (Dendrocopos hyperythrus (Vigors,  1831))
- Gyps indicus jonesi Whistler, 1927 => Indiengeier (Gyps indicus (Scopoli, 1786))
- Alauda arvensis ticehursti Whistler, 1928 => Feldlerche (Alauda arvensis guillelmi (Witherby, 1921))
- Acrocephalus concinens hokrae Whistler, 1930  => Strauchrohrsänger (Acrocephalus concinens haringtoni (Witherby, 1920))
- Dendrocitta vagabunda vernayi Kinnear & Whistler, 1930 => Wanderbaumelster (Dendrocitta vagabunda pallida (Blyth, 1846))
- Ficedula tricolor notata (Whistler, 1930) => Dreifarbenschnäpper (Ficedula tricolor (Hodgson, 1845))
- Otocompsa jocosa provincialis Whistler, 1931 => Rotohrbülbül (Pycnonotus jocosus pyrrhotis (Bonaparte, 1850))
- Molpastes cafer saturatus Kinnear & Whistler 1932 => Rotsteißbülbül (Pycnonotus cafer wetmorei Deignan, 1960)
- Turdus simillimus mahrattensis Whistler & Kinnear, 1932 => Indienamsel (Turdus simillimus nigropileus (Lafresnaye, 1840))
- Turdus simillimus spencei Whistler & Kinnear, 1932 => Indienamsel (Turdus simillimus (Jerdon, 1839))
- Irena puella sikkimensis Whistler & Kinnear, 1933 => Türkisfeenvogel (Irena puella (Latham, 1790))
- Pericrocotus peregrinus ceylonensis Whistler & Kinnear, 1933 => Zwergmennigvogel (Pericrocotus cinnamomeus (Linnaeus, 1766))
- Eremopterix grisea ceylonensisWhistler, 1934 => Grauscheitellerche (Eremopterix griseus (Scopoli, 1786))
- Psilopogon zeylanicus kangrae Whistler, 1934 => Braunkopf-Bartvogel (Psilopogon zeylanicus caniceps (Franklin, 1831))
- Accipiter virgatus kashmiriensis Whistler, 1936) => Besra (Accipiter virgatus (Temminck, 1822)
- Alauda gulgula punjaubi Whistler, 1936 => Orientfeldlerche (Alauda gulgula inconspicua (Severtsov, 1873))
- Anthus rufulus waitei Whistler, 1936 => Orientspornpieper (Anthus rufulus (Vieillot, 1818))
- Mirafra affinis ceylonensis Whistler, 1936 => Jerdonlerche (Mirafra affinis (Blyth, 1845))
- Charadrius alexandrinus leggei (Whistler, & Kinnear, 1937) => Seeregenpfeifer (Charadrius alexandrinus seebohmi Hartert & Jackson, 1915)
- Emberiza cia callensis Ticehurst& Whistler, 1938 => Zippammer (Emberiza cia Linnaeus, 1766)
- Hemipus picatus insulae Whistler, 1939 => Elsterschnäppervanga (Hemipus picatus leggei Whistler, 1939)
- Graucalus javensis andamanensis Whistler, 1940 => Maskenraupenfänger (Coracina macei andamana (Neumann, 1915))
- Francolinus pondicerianus ceylonensis Whistler, 1941 => Wachtelfrankolin (Francolinus pondicerianus (Gmelin, JF 1789))
- Sitta hariabica Whistler, 1944 => Kaschmirkleiber (Sitta cashmirensis Brooks, WE 1871)
- Himantopus himantopus ceylonensis Whistler, 1944 => Stelzenläufer (Himantopus himantopus (Linnaeus, 1758))

## Dedikationsnamen
Ticehurst nannte 1925 den Whistlerlaubsänger  (Phylloscopus whistleri) nach ihm.
Außerdem findet sich sein Name in der Goldschwanz-Unterart (Tarsiger chrysaeus whistleri Ticehurst, 1922), in der Himalajaseidensänger-Unterart (Cettia brunnifrons whistleri Ticehurst, 1923), in der Rotbauch-Blauschnäpper-Unterart (Niltava sundara whistleri Ticehurst, 1926), der Rotbrustmeise-Unterart (Periparus rubidiventris whistleri Stresemann, 1931), in der Weißkehlhäherling-Unterart (Pterorhinus albogularis whistleri Baker, ECS 1921), in der Rotohrbülbül-Unterart (Pycnonotus jocosus whistleri Deignan, 1948)
Anthus pratensis whistleri (Clancey, 1942) wird heute als Synonym zur Wiesenpieper (Anthus pratensis Linnaeus, 1758), Nectarinia zeylonica whistleri (Ripley, 1946) als Synonym für die Indiennektarvogel-Unterart Leptocoma zeylonica flaviventris (Hermann, 1804) und Sitta himalayensis whistleri (Delacour, 1932) als Synonym für den Weißschwanzkleiber (Sitta himalayensis Jardine & Selby, 1835) betrachtet.

## Publikationen (Auswahl)
- Birds noticed during a short visit to Suffolk. In: The Avicultural magazine being the Journal of the Avicultural Society for the study of foreign and British birds in freedom and captivity (= New Series). Band 3, 1905, S. 165–168 (biodiversitylibrary.org).
- Variety of the Common Wren (Troglodytes parvulus). In: The Zoologist: a monthly journal of natural history (= Fourth Series). Band 10, 1906, S. 391–392 (biodiversitylibrary.org).
- Rough notes in East Sussex in 1908. In: The Zoologist: a monthly journal of natural history (= Fourth Series). Band 12, 1908, S. 345–349 (biodiversitylibrary.org).
- The Rufous-backed Sparrow (Passer pyrrhonotus Blyth). In: The Journal of the Bombay Natural History Society. Band 20, Nr. 4, 1911, S. 1151 (biodiversitylibrary.org).
- Notes on birds round Rawal Pindi. In: The Journal of the Bombay Natural History Society. Band 21, Nr. 1, 1911, S. 256–257 (biodiversitylibrary.org).
- Some winter visitors to Rawal Pindi. In: The Journal of the Bombay Natural History Society. Band 21, Nr. 1, 1912, S. 261–262 (biodiversitylibrary.org).
- Occurrence of European Striated Swallow (Hirundo rufula) in Kangra. In: The Journal of the Bombay Natural History Society. Band 21, Nr. 2, 1912, S. 659 (biodiversitylibrary.org).
- Immature plumage of Lammergeier (Gyptaëtus barbatus). In: The Journal of the Bombay Natural History Society. Band 21, Nr. 2, 1912, S. 663–665 (biodiversitylibrary.org).
- Nesting plumage of the Great Stone-Plover (Esacus recurvirostris). In: The Journal of the Bombay Natural History Society. Band 21, Nr. 3, 1912, S. 1074 (biodiversitylibrary.org).
- The Himalayan Greenfinch (Hypacanthis spinoides, Vigors.). In: The Journal of the Bombay Natural History Society. Band 21, Nr. 3, 1912, S. 1074–1075 (biodiversitylibrary.org).
- The Long-tailed Grass Warbler (Laticilla burnesi Blyth). In: The Journal of the Bombay Natural History Society. Band 21, Nr. 3, 1912, S. 1080–1081 (biodiversitylibrary.org).
- Nesting of the Chestnut-bellied Nuthatch (Sitta castaneoventris Frankl.) at Ferozepore. In: The Journal of the Bombay Natural History Society. Band 22, 1913, S. 195–196 (biodiversitylibrary.org).
- Occurence of the Pratincola leucura Blyth in Punjab. In: The Journal of the Bombay Natural History Society. Band 22, 1913, S. 196 (biodiversitylibrary.org).
- The Pale Sand Martin (Riparia riparia diluta (Sharpe & Whyatt)). In: The Journal of the Bombay Natural History Society. Band 22, 1913, S. 393 (biodiversitylibrary.org).
- The Lugger Falcon (Falco jugger, J. E. Gray). In: The Journal of the Bombay Natural History Society. Band 22, 1913, S. 396–398 (biodiversitylibrary.org).
- Occurence of the Himalayan Pigmy Woodpecker (Iyngipicus pygmaeus Vigors) in the Rawalpindi district. In: The Journal of the Bombay Natural History Society. Band 22, 1913, S. 626 (biodiversitylibrary.org).
- Interesting birds from Jhelum district, Punjab. In: The Journal of the Bombay Natural History Society. Band 23, 1914, S. 153 (biodiversitylibrary.org).
- The breeding habits of the Brown-backed Indian Robin (Thamnobia cambarensis). In: The Journal of the Bombay Natural History Society. Band 23, 1914, S. 155 (biodiversitylibrary.org).
- Notes on Doves in the Punjab. In: The Journal of the Bombay Natural History Society. Band 23, 1914, S. 157–158 (biodiversitylibrary.org).
- Occurence of the Martin (Chelidon urbica L.) in the Punjab. In: The Journal of the Bombay Natural History Society. Band 24, 1915, S. 579 (biodiversitylibrary.org).
- The Lesser Florican (Sypheotis aurita Latham) in the Punjab. In: The Journal of the Bombay Natural History Society. Band 23, 1915, S. 581–582 (biodiversitylibrary.org).
- Birds of the Jhelum district, and an ornithological diary from Punjab. In: Bird notes (= New Series. Band 6). 1915, S. 20–21 (biodiversitylibrary.org).
- Birds of the Jhelum district, and an ornithological diary from Punjab. In: Bird notes (= New Series. Band 6). 1915, S. 45–47 (biodiversitylibrary.org).
- Birds of the Jhelum district, and an ornithological diary from Punjab. In: Bird notes (= New Series. Band 6). 1915, S. 74–78 (biodiversitylibrary.org).
- Birds of the Jhelum district, and an ornithological diary from Punjab. In: Bird notes (= New Series. Band 6). 1915, S. 103–105 (biodiversitylibrary.org).
- Birds of the Jhelum district, and an ornithological diary from Punjab. In: Bird notes (= New Series. Band 6). 1915, S. 133–135 (biodiversitylibrary.org).
- The Brown-backed Indian Robin (Thamnobia cambaiensis Lath.). In: Bird notes (= New Series. Band 6). 1915, S. 137–141 (biodiversitylibrary.org).
- Birds of the Jhelum district, and an ornithological diary from Punjab. In: Bird notes (= New Series. Band 6). 1915, S. 202–204 (biodiversitylibrary.org).
- Birds of the Jhelum district, and an ornithological diary from Punjab. In: Bird notes (= New Series. Band 6). 1915, S. 233–236 (biodiversitylibrary.org).
- Birds of the Jhelum district, and an ornithological diary from Punjab. In: Bird notes (= New Series. Band 6). 1915, S. 259–260 (biodiversitylibrary.org).
- Birds of the Jhelum district, and an ornithological diary from Punjab. In: Bird notes (= New Series. Band 6). 1915, S. 293–294 (biodiversitylibrary.org).
- Birds of the Jhelum district, and an ornithological diary from Punjab. In: Bird notes (= New Series. Band 6). 1915, S. 320–322 (biodiversitylibrary.org).
- Some birds in Husar District, Punjab. In: The Journal of the Bombay Natural History Society. Band 24, 1916, S. 190–191 (biodiversitylibrary.org).
- Some birds observed at Dalhousie Hill Station in 1915. In: The Journal of the Bombay Natural History Society. Band 24, 1916, S. 582–588 (biodiversitylibrary.org).
- A note on some birds of the Gujranwala district, Punjab. In: The Journal of the Bombay Natural History Society. Band 24, 1916, S. 689–710 (biodiversitylibrary.org).
- Notes on the birs of the Jhelum district of the Punjab, wit notes on the collection by C. B. Ticehurst. In: The Ibis (= 10). Band 4, Nr. 1, 1916, S. 35–118 (biodiversitylibrary.org).
- Migration notes from passenger-steamer. In: The Zoologist: a monthly journal of natural history (= 4). Band 20, Nr. 1, 1916, S. 453–458 (biodiversitylibrary.org).
- Notes on the birs of Ambala district, Punjab. In: The Journal of the Bombay Natural History Society. Band 25, 1918, S. 665–681 (biodiversitylibrary.org).
- An additional to the Indian list of birds. In: The Journal of the Bombay Natural History Society. Band 25, 1918, S. 742 (biodiversitylibrary.org).
- The White-necked Stork in the Punjab. In: The Journal of the Bombay Natural History Society. Band 25, 1918, S. 746–747 (biodiversitylibrary.org).
- Notes on the birs of Ambala district, Punjab. In: The Journal of the Bombay Natural History Society. Band 26, 1918, S. 172–191 (biodiversitylibrary.org).
- Abnormal varieties of the Indian Redstar (R. rufiventris) and the Common House Crow (C. splendens). In: The Journal of the Bombay Natural History Society. Band 26, 1918, S. 289–191 (biodiversitylibrary.org).
- Colonel Tytler's collection of birds. In: The Ibis (= 10). Band 6, Nr. 4, 1918, S. 737–739 (biodiversitylibrary.org).
- Some birds of Ludhiana district, Punjab. In: The Journal of the Bombay Natural History Society. Band 26, 1919, S. 585–598 (biodiversitylibrary.org).
- Some birds observed at Fagoo, near Simla. In: The Journal of the Bombay Natural History Society. Band 26, 1919, S. 770–775 (biodiversitylibrary.org).
- Variety of the Common House Crow. (Corvus splendens) at Jhang, Punjab. In: The Journal of the Bombay Natural History Society. Band 26, 1919, S. 843 (biodiversitylibrary.org).
- A Note on the breeding of the Hill Patridge (Arboricola toqueola) near Simla. In: The Journal of the Bombay Natural History Society. Band 26, 1919, S. 849 (biodiversitylibrary.org).
- The Indian Peregrine Falco. In: The Ibis (= 11). Band 1, Nr. 1, 1919, S. 149–151 (biodiversitylibrary.org).
- Variety of the Common House Crow. (Corvus splendens) at Jhang, Punjab. In: The Journal of the Bombay Natural History Society. Band 26, 1919, S. 843 (biodiversitylibrary.org).
- Further notes on birds about Simal. In: The Journal of the Bombay Natural History Society. Band 27, 1919, S. 94–111 (biodiversitylibrary.org).
- Some notes on the Genus Caprimulgus (Nightjars) in the Punjab. In: The Journal of the Bombay Natural History Society. Band 27, 1920, S. 363–370 (biodiversitylibrary.org).
- Everman's redstart (Phoenicurus erythronota, Eversm.). In: The Journal of the Bombay Natural History Society. Band 27, 1920, S. 403–405 (biodiversitylibrary.org).
- Mr. Ticehurst also described a new subspecies of Sparrow from Cashmore on behalf of Mr. Hugh Whistler. In: Bulletin of the British Ornithologists' Club. Band 41, 1920, S. 13–14 (biodiversitylibrary.org).
- Some notes on the Genus Caprimulgus (Nightjars) in the Punjab. In: The Journal of the Bombay Natural History Society. Band 27, 1920, S. 363–370 (biodiversitylibrary.org).
- The Birds of Jhang District, S. W. Punjab. Part I – Passerine birds. In: The Ibis (= 11). Band 4, Nr. 2, 1922, S. 259–309 (biodiversitylibrary.org).
- An Addition To the List of Indian Birds: Luscinia S. Pallidogularis. In: The Journal of the Bombay Natural History Society. Band 28, 1922, S. 544–545 (biodiversitylibrary.org).
- A Contribution To the Ornithology of Cashmere. In: The Journal of the Bombay Natural History Society. Band 28, 1922, S. 990–1000 (biodiversitylibrary.org).
- A Note on the Birds of Spiti. In: The Ibis. Band 65, Nr. 4, 1923, S. 611–629, doi:10.1111/j.1474-919X.1923.tb08227.x.
- A note on the Spotted-winged Grosbeak Mycerobas melanoxanthus (Hodgs.). In: The Journal of the Bombay Natural History Society. Band 29, 1923, S. 150–153 (biodiversitylibrary.org).
- On the breeding of certain Wagtails. In: The Journal of the Bombay Natural History Society. Band 29, 1923, S. 281–284 (biodiversitylibrary.org).
- A note on the migration of the Eastern Grey Wagtail (Motacilla cinerea melanope). In: The Journal of the Bombay Natural History Society. Band 29, 1923, S. 287–289 (biodiversitylibrary.org).
- The Spotted-wing Starling (Psarogolossa spiloptera Vigors). In: The Journal of the Bombay Natural History Society. Band 29, 1923, S. 290–292 (biodiversitylibrary.org).
- Note on a supposed new race of Otocorys alpestris, the Horned lark. In: The Journal of the Bombay Natural History Society. Band 29, 1923, S. 560 (biodiversitylibrary.org).
- In the High Himalayas. HF&G Witherby, London 1924.
- mit Claud Buchanan Ticehurst: Dr. C. B. Ticehurst and Mr. H. Whistler communicates the following two new races of birds from the N. W. Himalayas. In: Bulletin of the British Ornithologists' Club. Band 44, 1924, S. 71–72 (biodiversitylibrary.org).
- Mr. Hugh Whistler communicates the following new species of Firecap. In: Bulletin of the British Ornithologists' Club. Band 45, 1924, S. 15 (biodiversitylibrary.org).
- A note on the Weavers and Finches of the Punjab. In: The Journal of the Bombay Natural History Society. Band 30, 1924, S. 177–178 (biodiversitylibrary.org).
- The distribution of the Himalayan treepie (Dendrocitta formosae himalayensis Blyth). In: The Journal of the Bombay Natural History Society. Band 30, 1924, S. 223 (biodiversitylibrary.org).
- mit Claud Buchanan Ticehurst: On the Type-locality of certain Birds described by Vigors. In: The Ibis. Band 66, Nr. 3, 1924, S. 468–473, doi:10.1111/j.1474-919X.1924.tb05337.x.
- The Birds of Lahul, N.W. Himalaya. In: The Ibis. Band 67, Nr. 2, 1925, S. 152–208, doi:10.1111/j.1474-919X.1925.tb02913.x.
- mit Claud Buchanan Ticehurst: A Contribution to the Ornithology of Navarre, Northern Spain. In: The Ibis. Band 67, Nr. 2, 1925, S. 443–460, doi:10.1111/j.1474-919X.1925.tb02932.x.
- A note on the Weavers and Finches of the Punjab Part II. In: The Journal of the Bombay Natural History Society. Band 30, 1925, S. 406–417 (biodiversitylibrary.org).
- The Allied Grosbeak (Perrisospiza affinis Blyth). In: The Journal of the Bombay Natural History Society. Band 30, 1925, S. 700–701 (biodiversitylibrary.org).
- On the breeding of Indian tree Pipit (Anthus hodgsoni) in Kula. In: The Journal of the Bombay Natural History Society. Band 30, 1925, S. 701–702 (biodiversitylibrary.org).
- A note on the birds of Kula. In: The Journal of the Bombay Natural History Society. Band 31, 1926, S. 458–485 (biodiversitylibrary.org).
- The birds of the Kangra District, Punjab. In: The Ibis. Band 68, Nr. 3, 1926, S. 521–581, doi:10.1111/j.1474-919X.1926.tb05625.x.
- The birds of the Kangra District, Punjab. In: The Ibis. Band 68, Nr. 4, 1926, S. 724–783, doi:10.1111/j.1474-919X.1926.tb05635.x.
- Mr. H. Whistler cummunicated the description of a new race of Vulture. In: Bulletin of the British Ornithologists' Club. Band 47, 1927, S. 74–75 (biodiversitylibrary.org).
- The bearded tit Panurus viarmicus russicus (Brehm - an addition to the Indian list). In: The Journal of the Bombay Natural History Society. Band 32, 1927, S. 217–218 (biodiversitylibrary.org).
- Occurence of the Pamir horned Lark (Otocoris pencillata albigula) in the Punjab. In: The Journal of the Bombay Natural History Society. Band 32, 1927, S. 218 (biodiversitylibrary.org).
- mit Claud Buchanan Ticehurst: On the Summer Avifauna of the Pyrénées Orientales. In: The Ibis. Band 69, Nr. 1, 1927, S. 284–310, doi:10.1111/j.1474-919X.1927.tb06721.x.
- Popular Handbook of Indian Birds. Gurney, London 1928.
- Mr. Hugh Whistler forwarded the following description of a new subspecies of Skylark. In: Bulletin of the British Ornithologists' Club. Band 48, Nr. 320, 1928, S. 65 (biodiversitylibrary.org).
- Mr. Hugh Whistler exhibited a Baikal Teal (Anas gloscitans) which he had himself shot at Battle. In: Bulletin of the British Ornithologists' Club. Band 49, 1928, S. 35–37 (biodiversitylibrary.org).
- Mr. Hugh Whistler forwards the following description of a new race of Skylark. In: Bulletin of the British Ornithologists' Club. Band 49, 1928, S. 52–53 (biodiversitylibrary.org).
- A Note on Asiatic Members of the Genus Acraoephalus. In: The Ibis. Band 70, Nr. 3, 1928, S. 449–453, doi:10.1111/j.1474-919X.1928.tb08729.x.
- mit Claud Buchanan Ticehurst: On the Avifauna of Galicia. In: The Ibis. Band 70, Nr. 4, 1928, S. 663–683, doi:10.1111/j.1474-919X.1928.tb08729.x.
- A Correction To Mr. B. B. Osmaston's "notes on the Birds of Kashmir." In: The Journal of the Bombay Natural History Society. Band 32, 1928, S. 607–608 (biodiversitylibrary.org).
- Further Notes on the Birds of Simla. In: The Journal of the Bombay Natural History Society. Band 32, 1928, S. 726–732 (biodiversitylibrary.org).
- The study of Indian birds. In: The Journal of the Bombay Natural History Society. Band 33, 1928, S. 166–176 (biodiversitylibrary.org).
- Captain Cave's Collection and Observations of Birds. In: Records of the Survey of India. Band 22, 1928, S. 106–117 (google.de).
- Mr. Hugh Whistler forwards the following note. In: Bulletin of the British Ornithologists' Club. Band 49, 1929, S. 59 (biodiversitylibrary.org).
- Mr. Hugh Whistler communicated the following description of a new race of Long-tailed Tit. In: Bulletin of the British Ornithologists' Club. Band 49, 1929, S. 87–88 (biodiversitylibrary.org).
- Mr. Hugh Whistler communicated the following communication. In: Bulletin of the British Ornithologists' Club. Band 50, 1929, S. 6–7 (biodiversitylibrary.org).
- mit Claud Buchanan Ticehurst: A Spring Tour through Yugoslavia. In: The Ibis. Band 71, Nr. 4, 1929, S. 655–689, doi:10.1111/j.1474-919X.1929.tb08781.x.
- The study of Indian birds. In: The Journal of the Bombay Natural History Society. Band 33, 1929, S. 311–325 (biodiversitylibrary.org).
- The study of Indian birds. In: The Journal of the Bombay Natural History Society. Band 33, 1929, S. 776–792 (biodiversitylibrary.org).
- Mr. Hugh Whistler forwarded the following description of hitherto undescribed races. In: Bulletin of the British Ornithologists' Club. Band 50, 1930, S. 70–72 (biodiversitylibrary.org).
- The Birds of the Rawal Pindi District, N.W. India. In: The Ibis. Band 72, Nr. 1, 1930, S. 67–119, doi:10.1111/j.1474-919X.1930.tb02957.x.
- The Birds of the Rawal Pindi District, N. W. India.—Part II. In: The Ibis. Band 72, Nr. 2, 1930, S. 247–279, doi:10.1111/j.1474-919X.1930.tb03625.x.
- The study of Indian birds. In: The Journal of the Bombay Natural History Society. Band 34, 1930, S. 27–39 (biodiversitylibrary.org).
- The Tail-racket of Dissemurus paradiseus. In: The Journal of the Bombay Natural History Society. Band 34, 1930, S. 250 (biodiversitylibrary.org).
- The study of Indian birds. In: The Journal of the Bombay Natural History Society. Band 34, 1930, S. 276–290 (biodiversitylibrary.org).
- mit Norman Boyd Kinnear: The Vernay Scientific Survey of Eastern Ghats. Ornithological Section. In: The Journal of the Bombay Natural History Society. Band 34, 1930, S. 386–403 (biodiversitylibrary.org).
- The study of Indian birds. In: The Journal of the Bombay Natural History Society. Band 34, 1930, S. 720–735 (biodiversitylibrary.org).
- On the nesting of the Crested swift. In: The Journal of the Bombay Natural History Society. Band 34, 1930, S. 772–777 (biodiversitylibrary.org).
- mit Norman Boyd Kinnear: Mr. N. B. Kinnear and Mr. Hugh Whistler forward the description of two new races of Indian Tree-Pie, based on material collected by the Vernay Scientific Survey of the Eastern Ghats. In: Bulletin of the British Ornithologists' Club. Band 51, 1930, S. 17–18 (biodiversitylibrary.org).
- mit Norman Boyd Kinnear: Mr. N. B. Kinnear and Mr. Hugh Whistler forwarded the following description of a new subspecies of Nuthatch. In: Bulletin of the British Ornithologists' Club. Band 51, 1930, S. 37 (biodiversitylibrary.org).
- mit James Merritt Harrison: Some autumn observations on the Avifauna of the Western and Central Pyrenees. In: The Ibis. Band 72, Nr. 3, 1930, S. 453–677, doi:10.1111/j.1474-919X.1930.tb02969.x.
- mit Claud Buchanan Ticehurst: A Spring Tour in Eastern Spain and the Pityusæ Islands. In: The Ibis. Band 72, Nr. 4, 1930, S. 638–677, doi:10.1111/j.1474-919X.1930.tb02969.x.
- Mr. Hugh Whistler forwarded the following note and description. In: Bulletin of the British Ornithologists' Club. Band 52, 1931, S. 23–24 (biodiversitylibrary.org).
- Mr. Hugh Whistler forwarded the following descriptions of new subspecies of Red-whiskered Bulbuls from India. In: Bulletin of the British Ornithologists' Club. Band 52, 1931, S. 40–41 (biodiversitylibrary.org).
- Mr. Hugh Whistler forwarded the following description of a newly-distinguished race of Willow-Wren from the Western Himalayas. In: Bulletin of the British Ornithologists' Club. Band 52, 1931, S. 62 (biodiversitylibrary.org).
- The breeding Chiff-Chaff of Ladakh. In: The Ibis. Band 73, Nr. 1, 1931, S. 91–92, doi:10.1111/j.1474-919X.1931.tb01507.x.
- The western variegated Laughing-Thrush (Trochalopterum varieqatum simile Hume). In: The Ibis. Band 73, Nr. 1, 1931, S. 96–97, doi:10.1111/j.1474-919X.1931.tb01507.x.
- The distribution of the Albatrosses. In: The Ibis. Band 73, Nr. 2, 1931, S. 342–344, doi:10.1111/j.1474-919X.1931.tb01522.x.
- A study of Indian birds Part VII. In: The Journal of the Bombay Natural History Society. Band 35, 1931, S. 89–103 (biodiversitylibrary.org).
- A study of Indian birds Part VIII. In: The Journal of the Bombay Natural History Society. Band 35, 1931, S. 312–324 (biodiversitylibrary.org).
- An Indian Great Reed-Warbler (Acrocephalus stentorew brunnnescens Jerdon). In: The Journal of the Bombay Natural History Society. Band 35, 1931, S. 450–453 (biodiversitylibrary.org).
- Mr. Hugh Whistler forwarded the description of a new subspecies of Crested Tit from Western Himalayas. In: Bulletin of the British Ornithologists' Club. Band 53, 1932, S. 20–21 (biodiversitylibrary.org).
- mit Claud Buchanan Ticehurst: On the ornithology bf Albania. In: The Ibis. Band 74, Nr. 1, 1932, S. 40–93, doi:10.1111/j.1474-919X.1932.tb07607.x.
- On some Larks of the Kashmir State. In: The Ibis. Band 74, Nr. 3, 1932, S. 470–479, doi:10.1111/j.1474-919X.1932.tb00338.x.
- A study of Indian birds Part IX. In: The Journal of the Bombay Natural History Society. Band 35, 1932, S. 635–644 (biodiversitylibrary.org).
- mit Norman Boyd Kinnear: The Vernay Scientific Survey of the Eastern Ghats  (Ornithological Section). In: The Journal of the Bombay Natural History Society. Band 35, 1932, S. 505–524 (biodiversitylibrary.org).
- mit Norman Boyd Kinnear: The Vernay Scientific Survey of the Eastern Ghats  (Ornithological Section). In: The Journal of the Bombay Natural History Society. Band 35, 1932, S. 737–760 (biodiversitylibrary.org).
- mit Norman Boyd Kinnear: The Vernay Scientific Survey of the Eastern Ghats  (Ornithological Section). In: The Journal of the Bombay Natural History Society. Band 36, 1932, S. 67–93 (biodiversitylibrary.org).
- Iceland Redwings in Ross-shire. In: British birds. Band 25, 1932, S. 223 (biodiversitylibrary.org).
- mit Claud Buchanan Ticehurst: Some notes on the birds of Portugal. In: The Ibis. Band 75, Nr. 1, 1933, S. 97–112, doi:10.1111/j.1474-919X.1933.tb06734.x.
- Obituary Thomas Parkin. In: The Ibis. Band 75, Nr. 1, 1933, S. 140–141, doi:10.1111/j.1474-919X.1933.tb06738.x (wiley.com).
- The Lammergeier on Kilimanjaro. In: The Ibis. Band 75, Nr. 3, 1933, S. 553, doi:10.1111/j.1474-919X.1933.tb03349.x.
- mit Claud Buchanan Ticehurst: What is Curruca affinis Blyth? In: The Ibis. Band 75, Nr. 3, 1933, S. 554–556, doi:10.1111/j.1474-919X.1933.tb03350.x.
- Description of a new race of the White-eye (Zosterops palpebrosa). In: The Journal of the Bombay Natural History Society. Band 36, 1933, S. 811 (biodiversitylibrary.org).
- mit Sálim Moizuddin Abdul Ali: The Hyderabad Ornithological Survey. In: The Journal of the Bombay Natural History Society. Band 36, 1933, S. 356–390 (biodiversitylibrary.org).
- mit Norman Boyd Kinnear: The Vernay Scientific Survey of the Eastern Ghats  (Ornithological Section). In: The Journal of the Bombay Natural History Society. Band 36, 1933, S. 334–352 (biodiversitylibrary.org).
- The Migration of the Paradise  Flycatcher (Tchitrea paradisea). In: The Journal of the Bombay Natural History Society. Band 36, 1933, S. 498–499 (biodiversitylibrary.org).
- mit Norman Boyd Kinnear: The Vernay Scientific Survey of the Eastern Ghats  (Ornithological Section). In: The Journal of the Bombay Natural History Society. Band 36, 1933, S. 561–590 (biodiversitylibrary.org).
- mit Sálim Moizuddin Abdul Ali: The Hyderabad Ornithological Survey. In: The Journal of the Bombay Natural History Society. Band 36, 1933, S. 707–725 (biodiversitylibrary.org).
- The Black shrike (Lanius nasutus nigriceps Franklin). In: The Journal of the Bombay Natural History Society. Band 36, 1933, S. 748–749 (biodiversitylibrary.org).
- Description of a new race of the White-eye (Zosterops palpebrosa). In: The Journal of the Bombay Natural History Society. Band 36, 1933, S. 811 (biodiversitylibrary.org).
- mit Norman Boyd Kinnear: The Vernay Scientific Survey of the Eastern Ghats  (Ornithological Section). In: The Journal of the Bombay Natural History Society. Band 36, 1933, S. 832–844 (biodiversitylibrary.org).
- mit Sálim Moizuddin Abdul Ali: The Hyderabad Ornithological Survey. In: The Journal of the Bombay Natural History Society. Band 36, 1933, S. 898–919 (biodiversitylibrary.org).
- mit Norman Boyd Kinnear: The Vernay Scientific Survey of the Eastern Ghats  (Ornithological Section). In: The Journal of the Bombay Natural History Society. Band 37, 1934, S. 96–105 (biodiversitylibrary.org).
- mit Sálim Moizuddin Abdul Ali: The Hyderabad Ornithological Survey. In: The Journal of the Bombay Natural History Society. Band 37, 1934, S. 124–142 (biodiversitylibrary.org).
- Occurrence of the large Blue-wing Pitta (Pith megarhyncha Schleg.) in Eastern Bengal. In: The Journal of the Bombay Natural History Society. Band 37, 1934, S. 222 (biodiversitylibrary.org).
- mit Norman Boyd Kinnear: The Vernay Scientific Survey of the Eastern Ghats  (Ornithological Section). In: The Journal of the Bombay Natural History Society. Band 37, 1934, S. 281–297 (biodiversitylibrary.org).
- mit Sálim Moizuddin Abdul Ali: The Hyderabad Ornithological Survey. In: The Journal of the Bombay Natural History Society. Band 37, 1934, S. 425–454 (biodiversitylibrary.org).
- mit Norman Boyd Kinnear: The Vernay Scientific Survey of the Eastern Ghats  (Ornithological Section). In: The Journal of the Bombay Natural History Society. Band 37, 1934, S. 515–528 (biodiversitylibrary.org).
- mit Herbert William Waite: Birds  observed at Fort Munro, Sulaiman Hills. In: The Journal of the Bombay Natural History Society. Band 37, 1934, S. 688–693 (biodiversitylibrary.org).
- Popular Handbook of Indian Birds. 2. Auflage. Gurney & Jackson, London 1935.
- mit Norman Boyd Kinnear: The Vernay Scientific Survey of Eastern Ghats. Ornithological Section. In: The Journal of the Bombay Natural History Society. Band 38, 1935, S. 751–763 (biodiversitylibrary.org).
- mit Sálim Moizuddin Abdul Ali: The ornithology of Travancore and Cochin. In: The Journal of the Bombay Natural History Society. Band 37, 1935, S. 814–843 (biodiversitylibrary.org).
- mit Norman Boyd Kinnear: The Vernay Scientific Survey of Eastern Ghats. Ornithological Section. In: The Journal of the Bombay Natural History Society. Band 37, 1935, S. 26–40 (biodiversitylibrary.org).
- mit Sálim Moizuddin Abdul Ali: The ornithology of Travancore and Cochin. In: The Journal of the Bombay Natural History Society. Band 38, 1935, S. 61–62 (biodiversitylibrary.org).
- mit Norman Boyd Kinnear: The Vernay Scientific Survey of Eastern Ghats. Ornithological Section. In: The Journal of the Bombay Natural History Society. Band 38, 1935, S. 232–240 (biodiversitylibrary.org).
- mit Sálim Moizuddin Abdul Ali: The ornithology of Travancore and Cochin. In: The Journal of the Bombay Natural History Society. Band 38, 1935, S. 282–320 (biodiversitylibrary.org).
- A new race of Horsfield's Scimitar-Babbler. In: The Journal of the Bombay Natural History Society. Band 38, 1935, S. 699 (biodiversitylibrary.org).
- Mr. Hugh Whistler exhibited a female Subalpine Warbler. In: Bulletin of the British Ornithologists' Club. Band 56, Nr. 389, 1935, S. 5 (biodiversitylibrary.org).
- Cetti's Warbler in Sicily. In: The Ibis. Band 77, Nr. 1, 1935, S. 194–195, doi:10.1111/j.1474-919X.1935.tb05391.x.
- Some further notes on the birds of Portugal. In: The Ibis. Band 77, Nr. 3, 1935, S. 554–563, doi:10.1111/j.1474-919X.1935.tb02148.x.
- Further observations from Albania. In: The Ibis. Band 78, Nr. 2, 1936, S. 335–356, doi:10.1111/j.1474-919X.1936.tb03379.x.
- Arctic Tern in Kashmir. In: The Ibis. Band 78, Nr. 3, 1936, S. 600–601, doi:10.1111/j.1474-919X.1936.tb03408.x.
- mit Norman Boyd Kinnear: The Vernay Scientific Survey of Eastern Ghats. Ornithological Section. In: The Journal of the Bombay Natural History Society. Band 38, 1937, S. 418–437 (biodiversitylibrary.org).
- mit Norman Boyd Kinnear: The Vernay Scientific Survey of Eastern Ghats. Ornithological Section. In: The Journal of the Bombay Natural History Society. Band 38, 1937, S. 672–698 (biodiversitylibrary.org).
- mit Norman Boyd Kinnear: The Vernay Scientific Survey of Eastern Ghats. Ornithological Section. In: The Journal of the Bombay Natural History Society. Band 39, 1937, S. 246–263 (biodiversitylibrary.org).
- mit Norman Boyd Kinnear: The Vernay Scientific Survey of Eastern Ghats. Ornithological Section. In: The Journal of the Bombay Natural History Society. Band 39, 1937, S. 447–463 (biodiversitylibrary.org).
- Mr. Hugh Whistler sent the following description of a new subspecies. In: Bulletin of the British Ornithologists' Club. Band 58, Nr. 407, 1937, S. 9 (biodiversitylibrary.org).
- Male characters in the immature female. In: The Ibis. Band 79, Nr. 2, 1937, S. 408–409, doi:10.1111/j.1474-919X.1937.tb02182.x.
- The breeding Swallow of the Western Himalayas. In: The Ibis. Band 79, Nr. 2, 1937, S. 413–415, doi:10.1111/j.1474-919X.1937.tb02182.x.
- mit Claud Buchanan Ticehurst: Autumn impressions in Algeria. In: The Ibis. Band 79, Nr. 4, 1938, S. 717–746, doi:10.1111/j.1474-919X.1938.tb00213.x.
- The Ornithological Survey of Jodhpur State. In: The Journal of the Bombay Natural History Society. Band 40, 1938, S. 213–235 (biodiversitylibrary.org).
- A new race of Tailor-bird and Rose-Finch from Ceylon and the Himalayas. In: Bulletin of the British Ornithologists' Club. Band 60, Nr. 425, 1939, S. 15–16 (biodiversitylibrary.org).
- A new race of Bush Chat from India. In: Bulletin of the British Ornithologists' Club. Band 60, Nr. 432, 1940, S. 90 (biodiversitylibrary.org).
- mit Sálim Moizuddin Abdul Ali: Birds of Central India, with notes. In: The Journal of the Bombay Natural History Society. Band 38, 1940, S. 470–488 (biodiversitylibrary.org).
- Unusual plumage sequence in a Passerine bird. In: The Ibis. Band 82, Nr. 1, 1940, S. 151–153, doi:10.1111/j.1474-919X.1940.tb01650.x.
- The Andaman large Cuckoo Shrike. In: The Ibis. Band 82, Nr. 4, 1940, S. 731, doi:10.1111/j.1474-919X.1940.tb01682.x.
- Albinism in the  Ruddy Sheld-drak. In: The Ibis. Band 82, Nr. 1, 1940, S. 731–732, doi:10.1111/j.1474-919X.1940.tb01682.x.
- The White-headed Wagtail. In: The Ibis. Band 82, Nr. 1, 1940, S. 732, doi:10.1111/j.1474-919X.1940.tb01682.x.
- How do Raptorial birds hunt, their prey? In: The Ibis. Band 82, Nr. 1, 1940, S. 732–735, doi:10.1111/j.1474-919X.1940.tb01682.x.
- Popular Handbook of Indian Birds. 3. Auflage. Gurney & Jackson, London & Edinburgh 1941.
- Obituary Claud Buchanan Ticehurst (1881-1941). In: British Birds. Band 34, Nr. 11, 1941, S. 239–241 (britishbirds.co.uk [PDF]).
- Races of Black-headed Babbler in Ceylon. In: Bulletin of the British Ornithologists' Club. Band 62, Nr. 440, 1941, S. 37–38 (biodiversitylibrary.org).
- On the races of Pomatorhinus horsfieldii Sykes in Ceylon. In: Bulletin of the British Ornithologists' Club. Band 62, Nr. 441, 1942, S. 51–52 (biodiversitylibrary.org).
- A new race of the Indian Red-billed Leiothrix. In: Bulletin of the British Ornithologists' Club. Band 63, Nr. 447, 1943, S. 62 (biodiversitylibrary.org).
- überarbeitet von Norman Boyd Kinnear: Popular Handbook of Indian Birds. 4. Auflage. Gurney & Jackson, London & Edinburgh 1949.